# Louis Ier d'Anjou
Pour les articles homonymes, voir Louis Ier et Louis d'Anjou (homonymie).
Louis Ier d'Anjou, né le 23 juillet 1339 à Vincennes et mort le 20 septembre 1384 au château de Bisceglie près de Bari, est duc d'Anjou et de Touraine, et, à partir de 1383, roi titulaire de Jérusalem et roi de Sicile. Il est le deuxième fils du roi de France Jean le Bon et de Bonne de Luxembourg.
Son père lui donne en apanage le duché d'Anjou et le comté du Maine en 1360, auxquels son frère Charles V ajoute le duché de Touraine en 1370. En 1383, il recueille la succession la reine Jeanne Ire de Naples et devient roi titulaire de Jérusalem et roi de Sicile (1382-1384), comte de Provence et de Forcalquier; ces titres lui sont contestés par son ennemi Charles de Durazzo.
En octobre 1363, il compromet la paix franco-anglaise en rompant son engagement d'otage pour rejoindre sa jeune femme, Marie de Blois, fille de Charles de Blois. Il est ensuite l'un des principaux acteurs de la politique de son frère Charles V en tant que lieutenant du roi en Languedoc à partir novembre 1364 et conduit une grande partie de la reconquête de l'Aquitaine.
Président du conseil de régence à la mort de Charles V en 1380 — Charles VI est alors mineur — il dirige le conseil royal avec ses frères Jean de Berry et Philippe le Hardi, et leur cousin Louis II de Bourbon.
Adopté par la reine Jeanne Ire de Naples en 1380, il lie sa cause à celle du pape d'Avignon Clément VII et se lance dans les préparatifs d'une action conjointe dans le royaume de Naples en réaction à l'assassinat de la reine en 1382. Il prend officiellement le titre de roi de Jérusalem et Sicile le 30 août 1383, et entre en conflit avec l'assassin et successeur autoproclamé de sa mère adoptive, Charles de Durazzo. Il meurt en 1384 à Bisceglie, sans avoir obtenu la victoire.
Grand mécène, il commande la Tenture de l'Apocalypse vers 1375.

## Biographie

### Enfance
Louis est né à Vincennes le 23 juillet 1339. Il est le quatrième enfant et le deuxième fils du roi Jean le Bon et de la reine Bonne de Luxembourg. Par sa mère, il est le petit-fils de Jean l'Aveugle, roi de Bohème, et le neveu Charles IV, empereur du Saint-Empire à partir de 1355.
Il est éduqué à la cour avec des enfants d'âge similaire: son oble Philippe d'Orléans, ses frères Charles, Jean et Philippe, son cousin Louis de Bourbon, Édouard et Robert de Bar, Godefroy de Brabant, Louis d'Étampes, Louis d'Évreux (frère de Charles le Mauvais), Jean et Charles d'Artois, Charles d'Alençon et Philippe de Rouvre.
Son précepteur est probablement Sylvestre de la Servelle qui lui inculque le latin et la grammaire. Sa mère et sa grand-mère paternelle meurent de la peste en 1349. Son grand-père, Philippe VI, décède peu après en 1350.
Il est fait chevalier avec son frère Charles lors du couronnement de leur père Jean le Bon, le 26 septembre 1350, à Reims.
En mars 1354, il est utilisé comme otage pour garantir la venue du roi de Navarre Charles le Mauvais lequel, en vertu du traité de Mantes, doit venir demander pardon à son beau-père le roi Jean dont il a fait assassiner le favori, Charles de la Cerda.
Charles le Mauvais, au traité de Mantes, a reçu de nombreuses places fortes en vallée de Seine, et, en tant que chef de file du parti réformateur et prétendant à la couronne de France, est devenu le véritable danger pour les Valois. Jean le Bon, averti du complot de partage du pays que ce dernier a ourdi avec les Anglais à Avignon, se décide à le mettre hors d'état de nuire.
Le 5 avril 1356, le dauphin Charles, duc de Normandie, a convié en son château de Rouen toute la noblesse de la province, à commencer par Charles le Mauvais, comte d'Évreux. Pendant ce temps, le roi rassemble ses proches : son frère Philippe d'Orléans, son fils cadet Louis d'Anjou, ses cousins d'Artois forment une escorte menaçante avec une centaine de cavaliers. La fête bat son plein lorsque surgit, sous les yeux du dauphin, le roi et ses proches lesquels procèdent à l'arrestation violente de Charles de Navarre et de ses complices. Aussitôt Philippe de Navarre, frère de Charles le Mauvais (surnom de Charles de Navarre), active l'alliance Anglo-Navarraise pour relancer la guerre de pillage en Normandie et en Guyenne.

### Guerre civile

#### Bataille de Poitiers

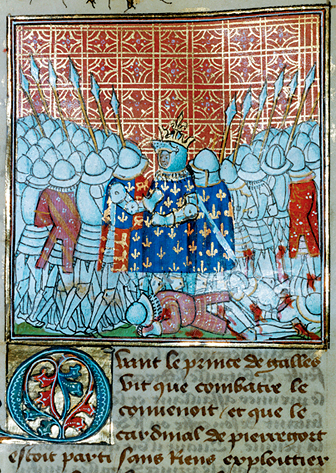
Capture de Jean le bon et de Philippe le Hardi à la bataille de Poitiers. Miniature du Maître de Giac tirée d'un manuscrit des Chroniques de Froissart, B.M. de Besançon, Ms.864, vers 1412-1415.

Une de ces chevauchées anglaises est interceptée près de Poitiers. Louis est présent lors de la bataille, il fait partie de la première bataille sous le commandement de Charles son aîné, le duc de Normandie. Il y a à ses côtés outre la chevalerie normande, Jean de Berry et quelques combattants de valeur Jean de Landas, Thomas de Voudenay et le sire de Saint-Venant qui sont ici pour protéger les jeunes princes. Mais l'arc long anglais est encore décisif et l'avant-garde française est décimée par les tirs des archers anglais protégés par des haies. Les chevaux étant non protégés et vulnérables aux tirs, le roi décide de charger à pied. Il existe, pour l'armée qui relevait du ban féodal, le droit reconnu par l'ordonnance royale du 30 avril 1351, pour les seigneurs bannerets, de se départir (se dégager) d'une bataille jugée perdue et inutile à poursuivre. Ce départ doit se faire par délibération d'une même bannière et en ordre. Il ne se confond pas avec la fuite, mais s'explique par le souci d'éviter de se faire prisonnier et de verser une rançon qui coûtait fort cher. Il est prescrit de prévenir de son départ.
Alors que le roi n'a pas encore donné l'assaut avec le gros de ses troupes, celles-ci l'abandonnent. Jean II le Bon pense alors que la défaite est possible, et sauve ses fils, le Dauphin Charles, Jean et Louis, en les envoyant à Chauvigny. Louis quitte donc le champ de bataille et n'est donc pas fait prisonnier comme son père et son frère Philippe.

#### Retour à Paris
Le retour à Paris des jeunes princes est difficile. Louis n'a que 16 ans et son frère aîné Charles seulement 18. Ils ont peu de prestige personnel (d'autant qu'ils ont quitté le champ de bataille de Poitiers contrairement à leur père et leur frère Philippe le Hardi), peu d'expérience et doivent porter sur leurs épaules le discrédit des Valois. Charles s'entoure des membres du conseil du roi de son père, qui sont très décriés.
Les États généraux se réunissent le 17 octobre 1356. Le dauphin, très affaibli, va se heurter à une forte opposition comprenant Étienne Marcel qui est à la tête de la bourgeoisie, et allié avec les amis de Charles II de Navarre, dit Charles le Mauvais, regroupés autour de l'évêque de Laon, Robert Le Coq. Les États généraux, déclarent le dauphin lieutenant du roi et défenseur du royaume en l'absence de son père et lui adjoignent un conseil de douze représentants de chaque ordre.

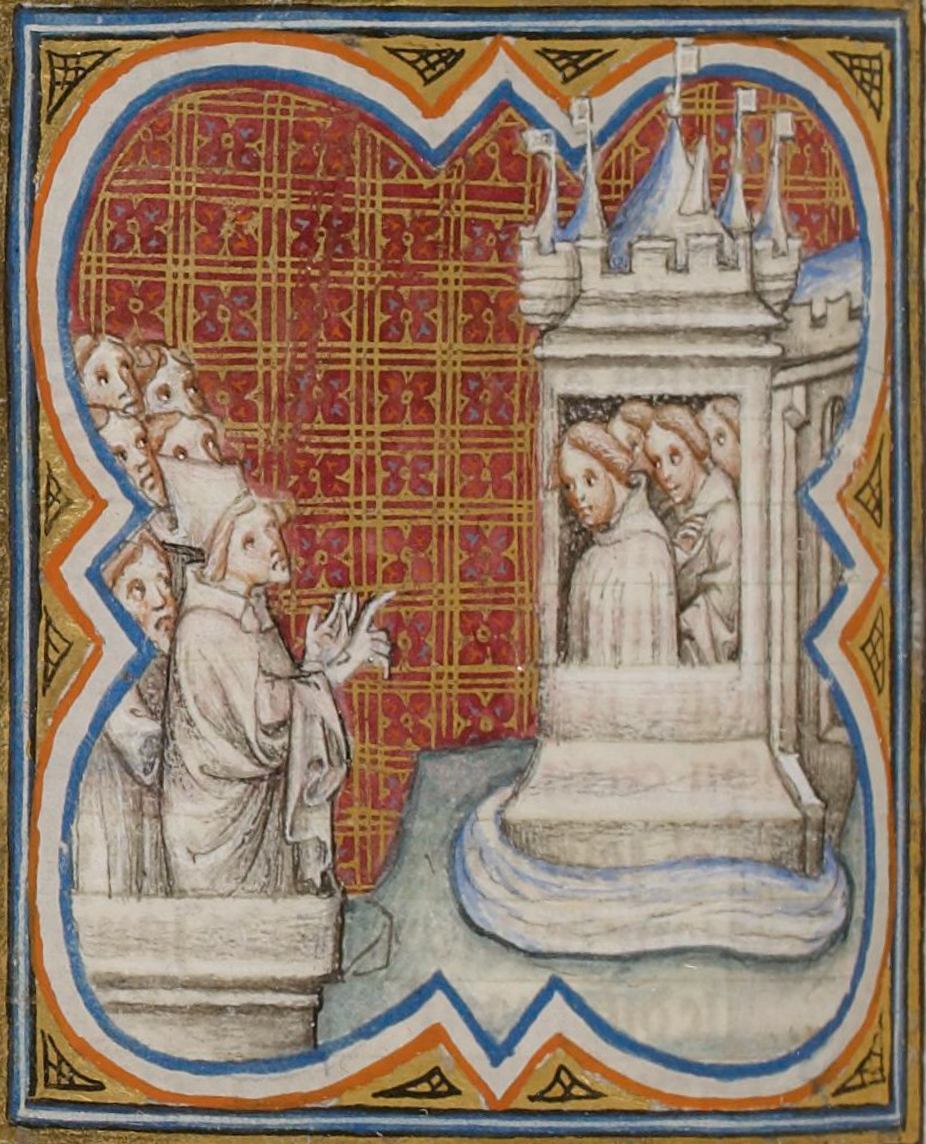
Robert Le Coq, dans une diatribe contre les officiers du roi. Grandes Chroniques de France.

Les États exigent la destitution des conseillers les plus compromis (honnis pour avoir brutalement dévalué la monnaie à plusieurs reprises), la capacité à élire un conseil qui assistera le roi ainsi que la libération du Navarrais. Le dauphin proche des idées réformatrices n'est pas contre l'octroi d'un rôle plus important des États dans le contrôle de la monarchie. En revanche, la libération de Charles de Navarre est inacceptable car elle mettrait fin au règne des Valois. Pas assez puissant pour pouvoir refuser d'emblée ces propositions, le dauphin ajourne sa réponse (prétextant l'arrivée de messagers de son père), congédie les États généraux et quitte Paris, laissant Louis gérer les affaires courantes.
Mais, avant de partir pour Metz, rendre hommage à son oncle l'empereur Charles IV pour le Dauphiné, et aussi pour obtenir son soutien diplomatique, le dauphin publie, le 10 décembre 1356, une ordonnance donnant cours à une nouvelle monnaie, ce qui lui permettrait de remplir ses caisses sans passer par les États. Il s'agit cette fois d'un renforcement monétaire de 25 %, ce qui avantage les propriétaires fonciers, c'est-à-dire la noblesse, le clergé et le patriciat urbain (qui possède une bonne partie de l'immobilier des grandes villes) donc les catégories sociales représentées aux états. Cela provoque une levée de boucliers de la population parisienne qui voit ses loyers croître de 25 %. Étienne Marcel a choisi le parti des compagnons et des boutiquiers contre la grande bourgeoisie et les spéculateurs qu'il tient pour responsables de ses malheurs dans la succession de Pierre des Essars. Il devient maître de la rue. Des échauffourées éclatent et Étienne Marcel fait pression sur Louis d'Anjou resté à Paris pendant que son frère est à Metz. Louis gagne du temps malgré la pression mise par Étienne Marcel. À son retour le Dauphin préfère céder plutôt que Paris soit mis à feu et à sang, il révoque l'ordonnance et rappelle les États généraux.
À son retour en mars 1357, le dauphin accepte la promulgation de la « grande ordonnance », esquisse d'une monarchie contrôlée et vaste plan de réorganisation administrative, mais obtient le maintien en captivité de Charles de Navarre. Une commission d'épuration doit destituer et condamner les fonctionnaires fautifs (et particulièrement les collecteurs d'impôts indélicats) et confisquer leurs biens. Neuf conseillers du dauphin sont révoqués (Étienne Marcel tient sa vengeance contre Robert de Lorris). Six représentants des États entrent au conseil du roi qui devient un conseil de tutelle. L'administration royale est surveillée de près : les finances, et particulièrement les mutations monétaires et les subsides extraordinaires, sont contrôlées par les États.
Pour le reste, Louis reste à l'écart des évènements parisiens et réussit en 1356 à se faire rédiger une lettre royale lui faisant donation de la ville de Montpellier, mais les vives protestations de la ville, conduisent Jean le Bon à casser l'acte en 1358.

#### La Grande Jacquerie

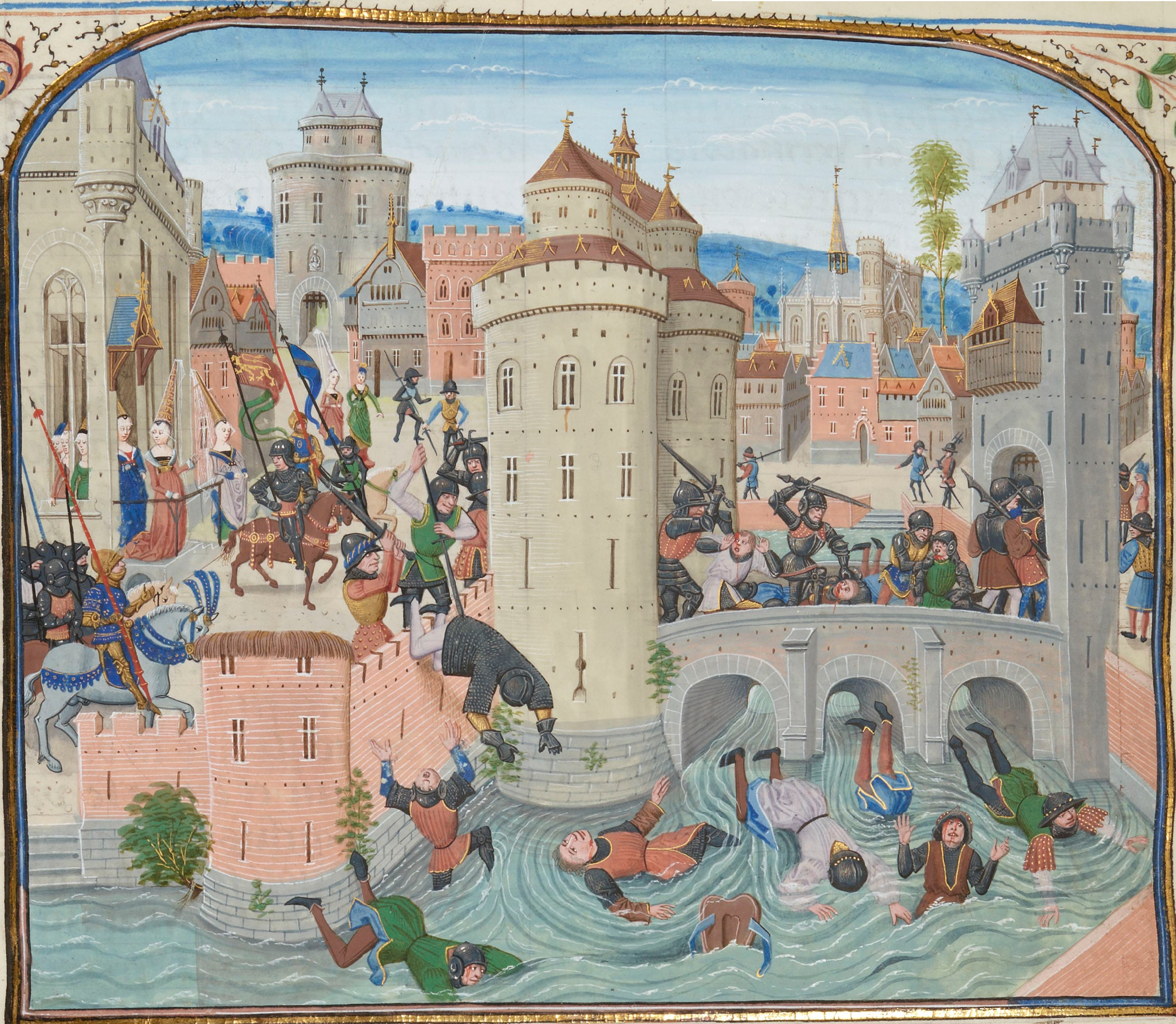
Les Jacques et leurs alliés parisiens sont surpris par une charge de chevalerie à bout portant alors qu'ils donnent l'assaut à la forteresse du marché de Meaux où est retranchée la famille du dauphin.

Une monarchie contrôlée est mise en place avec l'assentiment du dauphin. Mais cela ne suffit pas aux réformateurs, car ces changements pourraient être révoqués en cas de libération de Jean le Bon. Ils font libérer Charles le Mauvais le 9 novembre 1357. Le dauphin, obligé de réhabiliter son cousin, manœuvre pour l'empêcher de prendre le pouvoir et lève une armée qu'il fait camper aux portes de Paris. Profitant de l'annonce de la signature du premier traité de Londres qui donne 1/3 du territoire aux Anglais, Étienne Marcel déclenche une insurrection et fait exécuter les maréchaux qui commandent cette armée sous les yeux du dauphin. Ce dernier, utilise cet assassinat pour mobiliser la noblesse contre les Parisiens et lève une armée qui organise l'encerclement de Paris. Louis d'Anjou est mis à l'abri à l'écart de Paris dans la forteresse du marché de Meaux avec les autres membres de la famille du Dauphin. Il se retrouve assiégé par les Jacques assistés d'un contingent de parisien envoyés par Étienne Marcel, mais l'assaut tourne court : les insurgés sont balayés par une charge de cavalerie lancée à bout portant et menée par le captal de Buch et Gaston Fébus. En parallèle les Jacques sont défaits à Mello par Charles le Mauvais qui doit reprendre la main ayant été évincé lors du meurtre des maréchaux. Le Navarrais rentre donc à Paris se poser comme leader du parti réformateur, mais la noblesse ne le suit pas. Un mouvement de défiance des Parisiens contre les mercenaires anglais de Charles de Navarre entraine l'assassinat d'Étienne Marcel et la reprise en main du pouvoir par le dauphin. Au total, pendant cette période le rôle de Louis semble avoir été relativement effacé.

#### Mariage
Le 8 juillet 1360, Louis fait une fois de plus preuve de son esprit d'indépendance en se mariant, sans aucune autorisation avec Marie de Blois alors qu'il était promis à une fille du roi d'Aragon. Marie est belle et est un bon parti car elle ouvre sur des droits à la succession de Bretagne, mais Jean le Bon et ses conseillers doivent déployer des trésors de diplomatie pour atténuer l'outrage fait à Pierre le Cérémonieux.

### Captivité en Angleterre

#### Otage en garantie de l'exécution du traité de Brétigny
Le roi est finalement libéré contre une rançon de trois millions d'écus et la cession de toute l'Aquitaine aux Anglais (1/3 du territoire). En 1361, Louis est envoyé à Londres avec son jeune frère Jean de Berry, son oncle Philippe d'Orléans, le sire Bonabes IV de Rougé et de Derval et son cousin Louis de Bourbon comme otage pour garantir l'exécution du traité de Brétigny. Les conditions d'incarcération sont peu contraignantes et les jeunes princes peuvent circuler à leur guise sur le territoire anglais. Contrairement aux autres otages, ces princes de sang royal ne peuvent être rechangés c'est-à-dire remplacés par roulement comme les autres otages.

#### Duc d'Anjou et du Maine
Louis, juste marié, et son jeune frère Jean, n'ont évidemment aucune envie d'aller en Angleterre. Aussi Jean le Bon doit calmer ses fils impétueux. Il décide de leur confier des apanages. Ceci correspond aussi à une volonté politique, car la superficie du domaine royal pose des problèmes de gouvernance compte tenu des capacités de communications de l'époque. Or le roi et ses conseillers qui ont été incarcérés en Guyenne puis à Londres, ont pu juger des avantages que conférait la gestion décentralisée de la principauté d'Aquitaine. Dès lors, Jean le Bon décide de diviser le royaume en principautés qu'il confie à ses fils. Charles est déjà dépositaire du duché de Normandie. Louis reçoit l'Anjou et le Maine qui sont élevés au rang de duché-pairie en 1360, Jean le Berry et Philippe la Touraine puis en 1363 la Bourgogne. En décembre 1360, Jean le Bon révoque toutes les aliénations du domaine royal faites depuis Philippe le Bel hormis celles effectuées au bénéfice de ses fils, ce qui permet de rapprocher les apanages de la famille proche du roi.

#### L'évasion

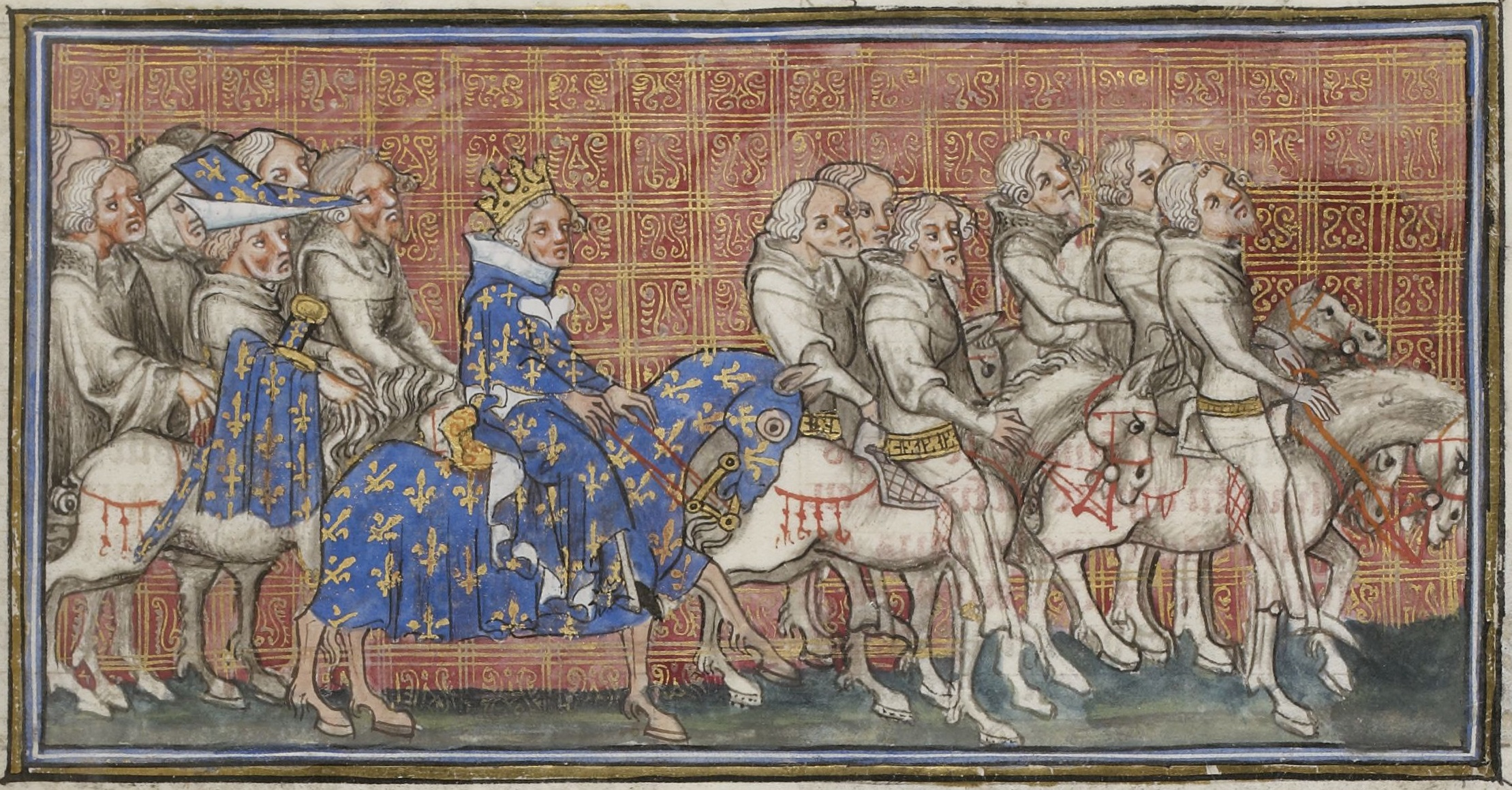
Retour de Jean le Bon en Angleterre, miniature des Grandes Chroniques de France de, vers 1370-1379, BNF.

La situation économique en France est catastrophique : le pays est mis en coupe réglée par les Grandes Compagnies et le roi Jean est bien en peine de payer sa faramineuse rançon. Aussi Louis, qui est jeune marié, s'impatiente. Obtenant la permission d'aller en pèlerinage à Notre-Dame de Boulogne où l'attend sa jeune épouse, il décide de s'enfuir, rompant le serment qu'il a fait lors de sa venue à Londres. Accompagné d'une escorte anglaise, il s'en débarrasse dès qu'il a posé le pied sur le continent. Il s'enfuit avec son épouse pour le château de Guise tout proche qui lui appartient et qui est à la frontière avec le Saint-Empire. Le jeune prince peut ainsi se réfugier chez son oncle l'empereur Charles IV au cas où le roi serait dans l'obligation de le renvoyer en Angleterre pour respecter les clauses du traité de Brétigny. Le dauphin Charles, ayant lui-même été en pèlerinage à Notre-Dame de Boulogne un an plus tôt et connaissant ses liens avec l'empereur, il est probable qu'il soit l'organisateur de l'évasion de Louis. Mis devant le fait accompli, Jean le Bon prend sur lui et va remplacer lui-même son fils comme otage. Il meurt à Londres en 1364.

### Le Dauphiné
En 1364, Charles V n'a pas d'héritier mâle. Louis d'Anjou toujours aussi direct demande donc le Dauphiné à son frère se rappelant ainsi qu'il est héritier le plus direct à la couronne. Charles est courroucé par la manœuvre, mais agit comme à son habitude avec sagesse. Il promet par écrit à son frère de lui confier la Touraine au cas où un fils naîtrait. Louis serait alors écarté de la succession du trône et donc du Dauphiné.

### Le chef de guerre
Au vu de la supériorité tactique que confère aux Anglais l'arc long, le roi décide de ne plus risquer le royaume dans d'aléatoires batailles rangées où il pourrait être capturé comme son père à Poitiers. Il confie donc la conduite des armées à des capitaines chevronnés et à ses frères. Des trois frères de Charles V, c'est Louis qui a la plus brillante carrière militaire. Il est l'un des principaux artisans de le reconquête des territoires concédés par son père au traité de Brétigny.

#### Lutte contre les Grandes Compagnies et organisation d'une armée soldée
Lors de son retour de captivité qui coïncide avec le couronnement de son frère, l'urgence est de se débarrasser des Grandes Compagnies qui saignent le pays. Les Valois doivent faire comprendre que le royaume n'est plus un havre pour les pillards. Charles V traite le problème avec la plus grande rigueur et fermeté : il fait appliquer la loi et ne négocie pas avec les truands. La politique des apanages a été imaginée comme une décentralisation pour améliorer la gestion des provinces éloignées de la capitale. Ces dernières sont possédées par la famille proche du roi et reviennent à la couronne en l'absence d'héritier mâle, ce qui évite d'en perdre le contrôle après un mariage. Avec Charles V, les princes reçoivent leurs finances des impôts permanents récoltés par le roi, ce qui permet à celui-ci de les garder théoriquement sous contrôle.
Le roi et ses frères organisent la réponse militaire au sein de chaque principauté. C'est rapidement tout le pays qui s'organise contre les compagnies. Chevaliers, villes, paysans envoient des contingents. Les routiers français sont exécutés et les étrangers de quelque valeur soumis à rançon.
Alors que la situation des compagnies est devenue inconfortable sur le sol français, l'idéal serait de les convaincre d'aller combattre ailleurs. Louis, en tant que lieutenant du roi en Languedoc, lui fait part du danger que fait courir au royaume une alliance anglo-castillane. Le duc d'Anjou est en contact rapproché avec Henri de Trastamare et le roi Pierre IV d'Aragon, lesquels sont en conflit contre Pierre le Cruel, alors roi de Castille. Louis est donc aux premières loges dans les tractations avec les Aragonais pour monter une croisade qui serait financée par la papauté et l'Aragon, et qui emmènerait les routiers vers Grenade. Dans les négociations qu'il mène à Toulouse avec les Aragonais, il tente de les amener à reconquérir la Castille et la Guyenne, mais Pierre IV d'Aragon, dit le Cérémonieux souhaite se limiter à la Castille car son alliance devrait lui valoir des concessions territoriales qu'il dispute aux Castillans.
En 1365, la bataille d'Auray a mis fin à la guerre de Succession de Bretagne et de nombreux guerriers bretons démobilisés viennent grossir les rangs des Grandes Compagnies. Plutôt que de les laisser dévaster le Pays, Charles V confie à Bertrand Du Guesclin, son capitaine breton de confiance, la mission de les emmener combattre en Espagne pour le compte de son allié. Cela aura un double effet : l'économie du pays, débarrassé des compagnies, va être relancée, l'implication dans ce conflit du prince de Galles va le ruiner.
En décembre 1367, revenu victorieux de Castille mais exsangue, le Prince noir lâche ses mercenaires aux frontières de la Guyenne. Marchant sur Paris, ces derniers sont repoussés par les Français, mais cet acte, considéré comme un casus belli, va relancer la guerre. Louis d'Anjou ne laisse pas les routiers démobilisés dévaster le Languedoc, ni la Castille aux mains de Pierre le Cruel. Fin 1367, dès qu'Henri de Trastamare, vaincu à Nájera, repasse la frontière, il l'aide financièrement à remonter une petite armée. Celle-ci prend vite de l'importance grâce à des contingents de chevaliers, lesquels, opposés à Pierre le Cruel dont la politique limite leurs droits, sentent l'appât du gain. Pierre le Cruel abandonné par le Prince noir qu'il a trompé en lui promettant de financer sa campagne, n'a pas les moyens de s'opposer au retour d'Henri de Trastamare qui finit par le vaincre à Montiel. Pendant ce temps, Louis d'Anjou regroupe les routiers et les entraîne dans l'attaque de la Provence plutôt que de piller le Languedoc dont il a la responsabilité. Ces différentes expéditions permettent de cerner les éléments fiables qui sont de fait soldés en permanence car réembauchés soit par les Castillans soit par les Français plutôt que de les laisser piller le territoire. Un accord est conclu en ce sens le 13 août 1367 à Aigues-Mortes, entre le duc d'Anjou et Henri de Trastamare. Ce dernier, recevant une aide financière et militaire, s'engage, une fois la Castille reprise, à se retourner contre Anglais et Navarrais. Lieutenant du Languedoc, Louis d'Anjou est aux premières loges dans l'organisation d'une armée permanente sur le terrain.

#### Attaque de la Provence

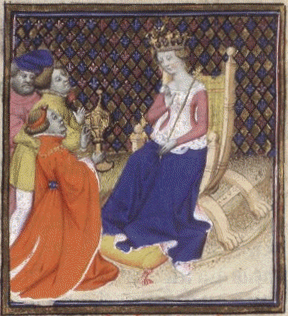
Jeanne Ire de Naples (1326-1382), dite la reine Jeanne, miniature du Maître des Clères Femmes tirée d'un manuscrit du De mulieribus claris de Boccace, vers 1403, BNF, Fr.598, f.159r.

La souveraineté de Jeanne de Naples, sur la Provence est contestée par ses cousins angevins et en particulier par Louis de Hongrie (Son grand-père Robert Ier le Sage en l'absence de descendant mâle survivant a marié Jeanne à André d'Anjou pour mettre un terme aux revendications des Angevins, mais celui-ci est rapidement décédé et Jeanne est soupçonnée de l'avoir fait assassiner). C'est le soutien des pontifes qui a permis à Jeanne de se maintenir à la condition que le royaume de Naples soit dirigé avec les avis d'un conseiller envoyé par le Saint-Siège (c'est l'évêque Philippe de Cabassolle ancien tuteur de Jeanne qui remplit cet office). Mais en 1367, le pape Urbain V décide de réinstaller le siège apostolique à Rome. Jean de Gand, duc de Lancastre, second fils du Roi d'Angleterre, revendique la possession de la Provence en tant que descendant d'Éléonore de Provence. Une armée est montée en Angleterre pour appuyer cette revendication. Dans le contexte de guerre froide franco-anglaise qui prévaut depuis le traité de Brétigny, cela entraîne une réaction immédiate des Valois : il faut à tout prix empêcher que la Provence ne devienne anglaise. Louis, qui est gouverneur du Languedoc, est lui aussi lié à la succession de Provence (de manière aussi éloignée que Jean de Lancastre) par le mariage de Marguerite de Provence avec Saint-Louis. Il est possible aussi qu'il y ait un contentieux entre les Valois et Urbain V qui avait refusé à Jean le Bon le payement d'une partie de sa rançon sous couvert de financer une Croisade qui aurait eu aussi pour effet de débarrasser la France et la papauté des compagnies. Enfin, après la bataille de Nájera, les compagnies employées par Du Guesclin et le prince Noir ne sont plus payées : elles repassent en Languedoc pour y vivre de pillage. Louis d'Anjou voit dans le départ du pape l'occasion de détourner les compagnies de ses territoires. Avec l'appui, de Charles V, il obtient de son oncle l'empereur Charles IV l'application du traité de Fontainebleau. En effet, Jean l'Aveugle, le père de l'empereur avait négocié le soutien de Philippe VI à ses visées lombardes contre la cession des droits impériaux sur le royaume d'Arles, ce qui lui permet de justifier son usurpation. Dans les faits la puissance de Robert le Sage donnait une indépendance totale du comté de Provence vis-à-vis de l'Empire et les Français n'avaient pu le revendiquer. Avec le départ de la papauté à Rome et la faiblesse de Jeanne de Naples l'occasion est belle de s'étendre au sud-est.

Les préparatifs de guerre des Français et des Anglais entraînent une réaction diplomatique d'Urbain V qui parvient à convaincre Édouard III de réfréner les velléités de son fils, mais il échoue avec Louis d'Anjou. Philippe de Cabassolle, le recteur du Comtat Venaissin, ordonne à Pons Bernard, capitaine de Carpentras, de fermer les portes des remparts de sa ville et d’élever des murs de terre du château de Serres jusqu'à la Porte d'Orange afin que ce premier rideau protège les remparts de l'artillerie. Par une lettre bullée datée du 30 juillet 1367, Urbain V, face à la volonté évidente de Louis d'Anjou d'envahir la Provence et d'occuper le Comtat, demande aux Provençaux de rester fidèles à la reine Jeanne de Naples. Louis regroupe les routiers à Beaucaire en face de Tarascon. La tension monte et le 27 septembre 1367, une bulle d’Urbain V excommunie tous ceux qui apportent leur aide aux routiers. Le pape juge Raymond d'Agoult incapable comme sénéchal de Provence et propose à Jeanne de Naples de le remplacer par Guillaume Augier de Forcalquier, le sire de Viens. Mais Raymond d'Agoult, troisième sénéchal de Provence issu de la famille comtale de Sault, a la confiance de la reine de Naples : non seulement, il conserve ses hautes fonctions mais devient Amiral du royaume de Naples pour les mers du Levant et est chargé de conduire des ambassades pour la reine Jeanne en Italie et en Espagne.
Bertrand du Guesclin, rançon payée, est libéré le 27 décembre 1367 par le Prince noir et quitte immédiatement Bordeaux. Après avoir rendu visite à de nombreux soutiens pour trouver de quoi financer sa rançon, il rejoint Louis d'Anjou au siège de Tarascon. Il organise le siège en rationalisant l'usage des machines de guerre et se rend compte que l'artillerie est sous-utilisée chez les Français. Par la suite, il militera pour son utilisation lors des sièges car elle est plus facile à déplacer et permet de réduire rapidement la résistance des villes en abattant les remparts en quelques jours. L'artillerie est l'instrument indispensable d'une guerre de conquête se basant sur le contrôle des places fortes telle qu'il la mènera en Guyenne

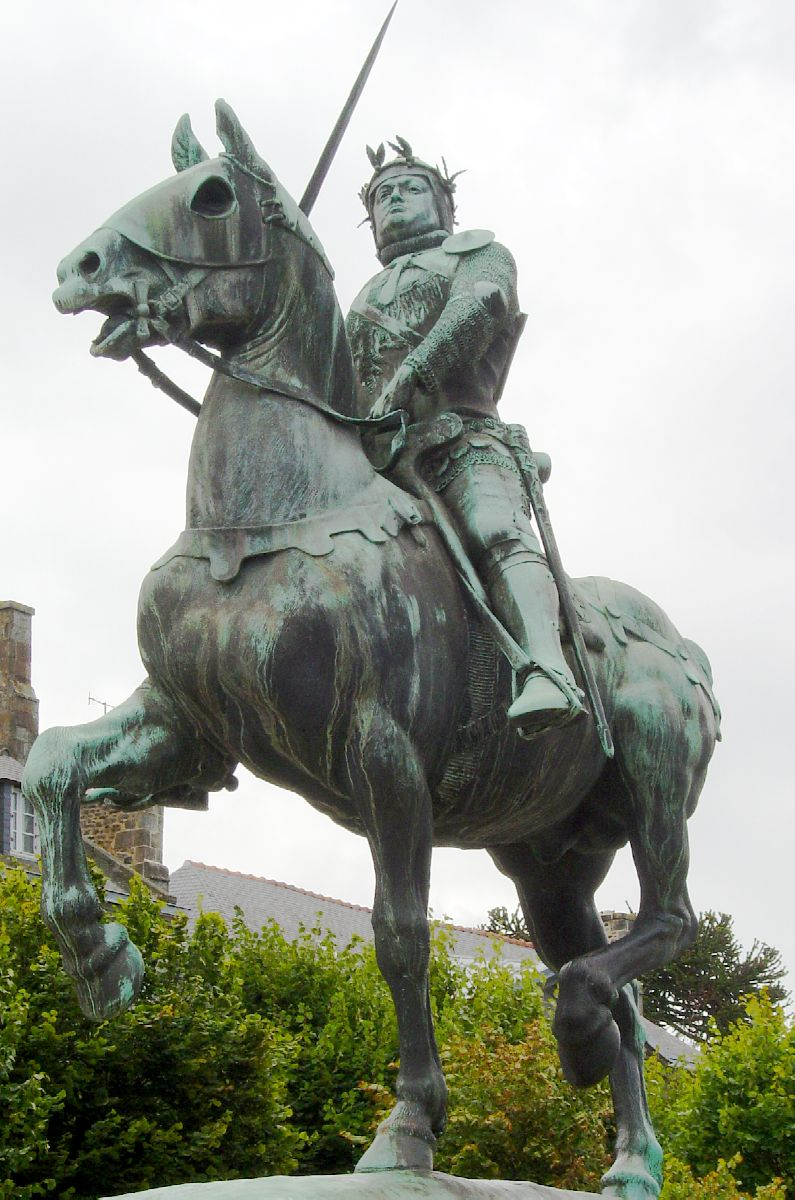
Bertrand du Guesclin, excommunié par Urbain V.

Le 26 février 1368, Louis d'Anjou donne ordre aux troupes placées sous le commandement de du Guesclin d'envahir la Provence. Le sénéchal de Beaucaire, Amiel des Baux, organise leur passage sur l'autre rive du Rhône grâce à des ponts de barques. Le samedi 4 mars 1368, Bertrand du Guesclin met le siège devant Tarascon ville stratégique contrôlant la basse vallée du Rhône. En effet, le contrôle de la navigation a une importance capitale à une époque où les routes sont peu praticables et peu sûres et où le trafic commercial est acheminé majoritairement par voie fluviale ou maritime. C'est pourquoi dès le début du conflit, Louis d'Anjou s'assure le contrôle de l'embouchure du Rhône et empêche le ravitaillement des villes assiégées par des ponts de barques bloquant le fleuve (et permettant d'acheminer ses propres troupes sur la rive est). Tarascon, qui fait face à Beaucaire, siège de la sénéchaussée, ceinte alors de remparts et renforcée par une première réfection du château entreprise à la fin du XIIIe siècle, résiste farouchement.
Avant qu'ils ne menacent Avignon, Philippe de Cabassolle fait immédiatement entamer des négociations préliminaires avec les capitaines de Louis d'Anjou. Un accord est passé le 23 mars. Pour détourner les Bretons de la cité pontificale, les Avignonnais acceptent de leur payer 37 000 florins avec la promesse d'en verser immédiatement 5 000. Pour recouvrir cette créance, Bertrand du Guesclin, dès le lendemain, délègue Janequin le Clerc, son procureur anglais, auprès du banquier avignonnais, André de Tis, mandant de Michel de Baroncelli qui avance la somme. Avignon est sauve, mais l'attaque de la Provence se poursuit.
En réponse, Urbain V intensifie son offensive diplomatique. Le 3 avril, le pape dépêche un émissaire au roi Charles V. Il est chargé de lui remettre des lettres dénonçant l'agression de son frère contre la Provence, comté de leur parente Jeanne de Naples, ainsi que le scandale de cette invasion sans cause, sans prétexte et sans déclaration de guerre. Pour bien se faire comprendre Urbain V menace même le roi de France d’une réplique menée par une coalition contre la sénéchaussée de Beaucaire et le Dauphiné. Deux jours plus tard, le doge de Gênes reçoit un bref apostolique lui enjoignant de ne pas soutenir les attaques dirigées de la France contre la Provence.
Le sénéchal Raymond d'Agoult, qui a enfin levé des troupes, se porte au secours de Tarascon et d'Arles, assiégées depuis le 23 mars par du Guesclin. Au cours de ce siège, Guiraud de Simiane, Arnaud de Villeneuve et Isnard de Glandevès, seigneur de Cuers, sont faits prisonniers. La rencontre des deux armées a lieu devant cette cité le 11 avril 1368. Luquet de Girardières, le lieutenant du sénéchal, se heurte à du Guesclin qui, à la tête de ses troupes, attaque la cavalerie provençale. L'affrontement se solde par la déroute des troupes fidèles à la reine Jeanne.
La débâcle des nobles provençaux impose de mettre en place des mesures rapides pour éviter le désastre. Les états de Provence se réunissent d'urgence le 21 avril, à Aix-en-Provence, et chargent Louis de Trian, libéré après rançon, de prendre la défense de la capitale du comté. Pendant ce temps, une bulle pontificale, datée du 18 avril, porte condamnation des Avignonnais qui ravitaillent les Bretons assiégeant Tarascon. Tandis que le 27 du même mois, Urbain V se voit obligé de rassurer par lettre la reine Jeanne. Le pape lui confirme qu'il ne se laisserait jamais abuser par les mensonges de ses adversaires et l'exhorte à secourir et aider ses très fidèles Provençaux. Tarascon finit par être prise par les routiers grâce à la trahison de quelques habitants. Mais la prise de la ville le 22 mai 1368 est difficile et ne se fait qu'à l'issue de combats de rue acharnés : Béranger de Raymond, chevalier d’Avignon, est tué, tandis que Louis de Trian, vicomte de Tallard, Bernard d'Anduze, seigneur de la Voulte, et Foulques d'Agoult, sont faits prisonniers.
L'incapacité du sénéchal de Provence ayant miné la confiance, même dans le Comtat, il faut une bulle pontificale, datée du 26 mai, pour remettre les esprits en place. Urbain V y ordonne à tous les nobles comtadins de suivre à la lettre les directives données par le recteur Philippe de Cabassolle.
Le mercredi 5 juillet, Bertrand du Guesclin et ses routiers sont devant Aix défendue par le vicomte de Tallard. Pendant que les Bretons préparent le siège avec leurs machines de guerre, Raymond d'Agoult, fils du sénéchal, fait attaquer Aigues-Mortes afin de bloquer les arrières français (Aigues-Mortes, est à l'époque le port français le plus utilisé sur la façade méditerranéenne). L'archevêque d'Arles, Guillaume de la Garde, s'étant ouvertement déclaré pour Louis d'Anjou, est mis en accusation pour trahison et crime. Le sénéchal donne ordre à son lieutenant Luquet de Girardières de se saisir du temporel de l'archevêque.

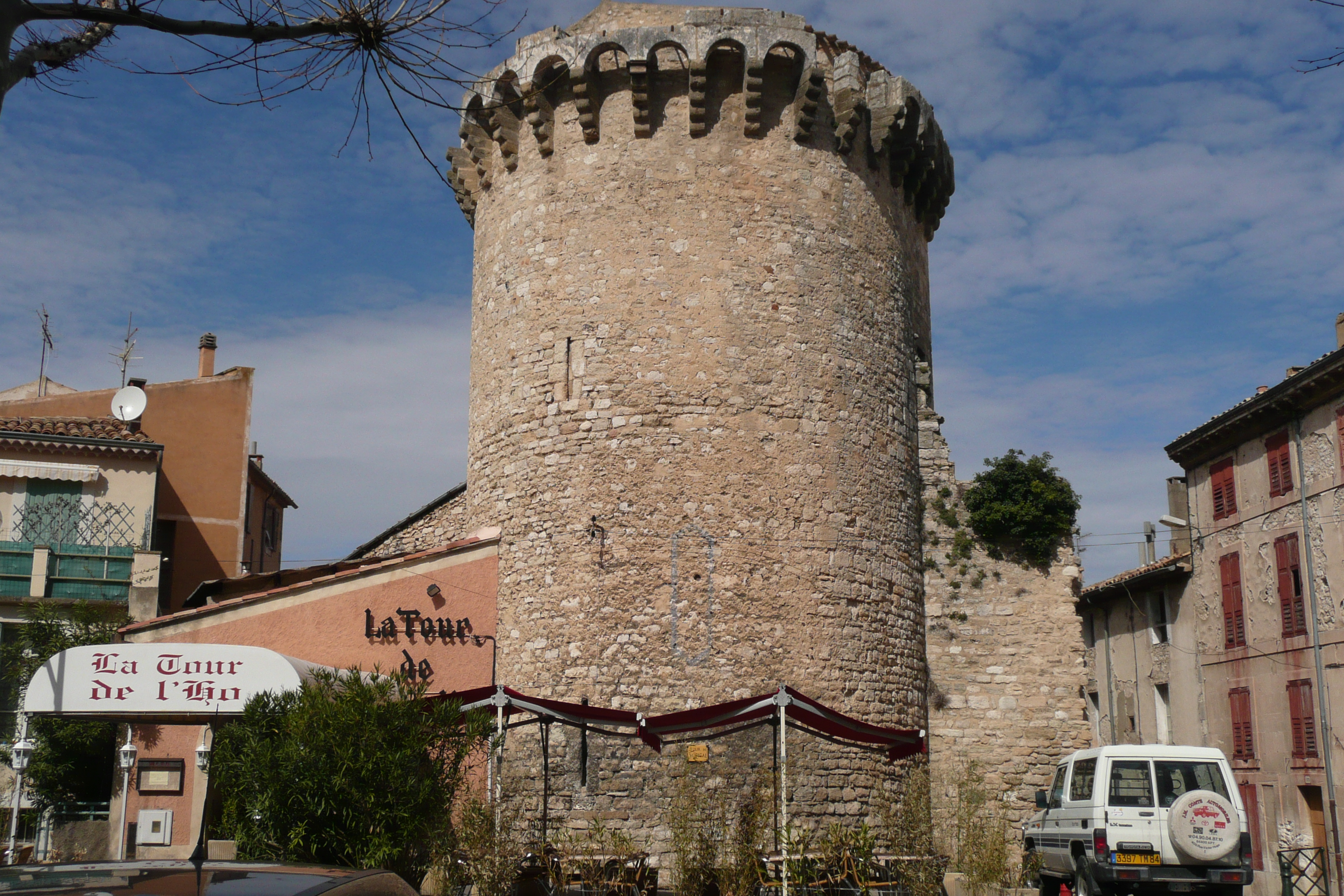
La Tour de l'Hôpital, vestige des remparts d'Apt dont chacune des 27 tours étaient défendues par 8 arbalétriers.

Les routiers se financent en ravageant la province convoitée par Louis d'Anjou. Ils envisagent une jonction avec les troupes de Grimaldi à Nice qui vient d'être retourné par le duc. Le 18 juillet 1368, Raymond d’Agoult lève une armée de 400 lances (1200 hommes) issue de la noblesse provençale et se jette contre du Guesclin. Ce dernier évite d'attaquer Apt, mise en défense avant son arrivée : la ville est bien protégée par de solides remparts, 216 arbalétriers et une artillerie conséquente (30 bombardes). Les Provençaux atteignent les routiers au village de Céreste. L'avant-garde du sénéchal charge effrontément et est mise en pièces par les hommes de Bertrand du Guesclin. Mais c'est la Provence entière qui se ligue contre les envahisseurs, l'ost féodal, renforcé par des contingents fournis par les villes d'Aix et Marseille, reprend Tarascon. La reine de Naples réalise alors un coup de maître diplomatique. Elle fait miroiter à Louis d'Anjou une éventuelle adoption, ce qui lui assurera le soutien des Français au cas où Louis de Hongrie deviendrait menaçant. Le duc d'Anjou, sachant qu'il suffit d'attendre pour se rendre maître du royaume de Naples sans risquer une excommunication, voire une défaite militaire, met fin à l'aventure qui devient incertaine. Après dix-neuf jours de siège infructueux devant Arles, les routiers se retirent et repassent le Rhône. Les traîtres qui ont livré la ville sont enfermés au château d'Orgon. Devant les exactions commises par les routiers, la Provence exsangue se rebelle. Mais les paysans révoltés, les laborieux, subissent une sévère répression menée par la noblesse provençale. Quant à du Guesclin, il est excommunié par Urbain V.

#### Reconquête

La reconquête par des territoires concédés au traité de Brétigny.
Apanages des frères du roi
Comté de Foix-Béarn autonome
Bretagne alliée aux anglais
Possessions de Charles de Navarre allié des anglais
- Chevauchée de Lancastre en 1369
- Chevauchée de Robert Knowles en 1370
- Chevauchée de Lancastre en 1373

Grâce à sa gestion des appels gascons, Charles V a su se rallier une grande partie de l'Aquitaine. Le comte d'Armagnac tenant la majeure partie des forteresses sur ses terres, il ne reste à rallier que quelques villes craignant des représailles des sénéchaux anglais, mais toutes finissent par accepter les conditions de plus en plus avantageuses offertes par les envoyés du roi (Jean de Berry, Louis d'Anjou et la noblesse gasconne déjà ralliée qui bat le pays). Le roi de France prend soin d'entretenir le patriotisme des régions libérées par l'octroi de nombreux privilèges et plus particulièrement de l'anoblissement, la noblesse française ayant été décimée par la peste, Crécy et Poitiers. De même la reconquête se fait grandement par le retournement des villes d'Aquitaine souvent monnayé contre des promesses de fiscalité plus légère. En quelques mois plus de soixante villes rallient les Français. Millau cède en dernier en décembre après avoir obtenu du roi de France une exemption fiscale durant vingt ans. Quelques garnisons anglaises subsistent, mais leur isolement ne leur permet pas de tenir le terrain. Louis d'Anjou progresse en Guyenne pendant que Jean de Berry contient les Anglais en Poitou à la Roche-sur-Yon.
Pendant ce temps, au nord, le Ponthieu est repris en une semaine. Le 29 avril 1368 Abbeville ouvre ses portes à Hue de Chatillon, maître des arbalétriers, et les jours suivants les localités voisines reviennent sous l'autorité du roi de France qui confirme leurs privilèges.
En mars 1373, c'est une véritable armée qui débarque à Saint-Malo : 2 000 hommes d'armes et 2 000 archers sous les ordres du comte William Montagu de Salisbury. Pour une telle opération, le duc Jean IV de Bretagne avait certainement donné la permission aux Anglais de débarquer à Saint-Malo. C'est un Casus belli et Charles V donne l'ordre d'attaquer. Son armée entre en Bretagne avec l'appui d'une bonne partie de la noblesse qui s'enrôle massivement sous la bannière de Bertrand du Guesclin. Le connétable avec 14 000 hommes marche droit sur Rennes, Fougères, Dinan, Saint-Brieuc, Morlaix, Quimper, Vannes, Josselin. En deux mois la quasi-totalité du duché est occupée. À la Saint-Jean, les Anglais balayés ne tiennent plus que Brest, Auray, Bécherel et la forteresse de Derval (voir Bonabes IV de Rougé et de Derval). En disgrâce, Jean IV de Bretagne se voit interdire l'accès de ses châteaux par ses propres sujets. Il quitte la Bretagne dès le 28 avril. Il revient en France avec le duc de Lancastre pour une chevauchée partie de Calais qui, confrontée à la tactique de la terre déserte, se termine en fiasco. Le gouvernement du duché de Bretagne est alors confié à Louis d'Anjou.

#### 1377: offensive maritime et terrestre
Jean de Vienne réorganise la flotte (il remplace Aimery de Narbonne en décembre 1373). Il nomme un maître du clos des galères qui est chargé de l'achat, de la construction et de l'entretien des navires dans tous les ports royaux. En 1377, la flotte royale compte 120 navires de guerre dont 35 vaisseaux de haut bord équipés d'artillerie lourde (contre seulement 10 en 1376). En 1379, elle compte 21 navires de plus, auxquels il faut ajouter 8 galères castillanes et 5 portugaises. Il instaure une stratégie de raids côtiers dévastateurs qui sont le pendant maritime des chevauchées anglaises. De 1377 à 1380 une dizaine de ports anglais dont Rye, Hastings, Darmouth, Plymouth, Wight, Winchelsea, Lewes, Portsmouth ou Yarmouth subissent des raids franco-castillans. Londres est mise en état d’alerte à plusieurs reprises. Mais comme les chevauchées, ces raids, s'ils permettent de peser sur l'économie adverse et sur le moral des populations, ne permettent pas de reprendre du terrain à l'adversaire.
Dans la pratique, la trêve de Bruges de 1375 se termine à la Saint-Jean (24 juin) 1377 et les Anglais sont immédiatement attaqués sur tous les fronts : par mer (avec un premier raid en juillet et un deuxième en août), en Bretagne et en Guyenne. Louis d'Anjou et du Guesclin à la tête chacun d'une armée progressant sur une rive de la Garonne, reprennent Bergerac, Libourne, Saint-Émilion et Blaye. Mais, bousculés les Anglais parviennent à tenir leurs ports et restent maîtres de Calais, Brest, Cherbourg, Bordeaux et Bayonne : ils restent capables de débarquer quand bon leur semble.

### Révolte contre les impôts en Languedoc
En 1379, le Languedoc se révolte contre les impôts devenus de plus en plus lourds. En effet la diminution de la démographie entraîne une hausse des taxes : un fouage de 12 francs par foyer est décidé. Les consuls de Louis d'Anjou qui a la charge d'administrer le Languedoc se conduisent en pays conquis. La province qui est l'une des dernières soumises à l'action des Grandes Compagnies qui tiennent encore quelques forteresses du Massif central, n'est plus aussi opulente qu'au début de la guerre de Cent Ans et le prix demandé semble exorbitant.
Mécontents de l'action de leurs deux représentants aux états généraux, les Nîmois envoient en 1378 deux nouveaux députés pour signifier à Louis d'Anjou qu'ils ne payeront pas cet impôt. Celui-ci répond en emprisonnant les deux envoyés, mais, retenu en Bretagne où il doit contrôler la fronde des barons bretons, il ne peut se rendre lui-même en Languedoc. Les Nîmois s'adressent alors directement au roi (août 1379). Mais le 21 octobre une commission ducale arrive à Montpellier, déclenchant une émeute pendant laquelle les Montpelliérains massacrent les commissaires de Louis d'Anjou (il y a 80 morts et seul un commissaire est survivant). Le duc réagit par une démonstration de force : le 24 janvier 1380, les Montpelliérains et les Nîmois doivent supplier publiquement sa clémence sur un échafaud (il a fait condamner les meneurs à mort) pour qu'il commue leur peine en une amende de 130 000 francs.
Le roi Charles V est lui plus clément. Il institue l'appel contre les abus, crée la Chambre du Trésor en 1378, supprime des impôts lourds en 1379 par souci d'apaisement.

### Gouvernement des oncles
La politique des apanages a été imaginée comme une décentralisation pour améliorer la gestion des provinces éloignées de la capitale. Ces dernières sont possédées par des familles proches du roi et reviennent à la couronne en l'absence d'héritier mâle, ce qui évite d'en perdre le contrôle après un mariage. Les princes reçoivent leurs finances des impôts permanents récoltés par le roi, ce qui permet à celui-ci de les garder théoriquement sous contrôle. C'est dans cet esprit que Charles V fixe en 1374, la majorité des rois à quatorze ans, afin que son fils Charles VI prenne le pouvoir et que l'équilibre ne se rompe. Prévoyant la possibilité que son fils ne soit pas assez âgé pour gouverner, il met en place un système pour que ses frères ne puissent accaparer le pouvoir. La reine a la garde des enfants royaux, mais elle n'a pas le gouvernement du royaume. L'aîné, le duc d'Anjou, a le gouvernement, mais pas les finances. La plus grande partie des revenus royaux est affectée aux enfants et donc à la Reine. Tout mariage des enfants ne peut se faire qu'après accord d'un conseil de tutelle comprenant les frères de Charles V, son cousin et beau-frère Louis de Bourbon et la reine. Ce conseil est assisté par des fidèles conseillers de Charles V.

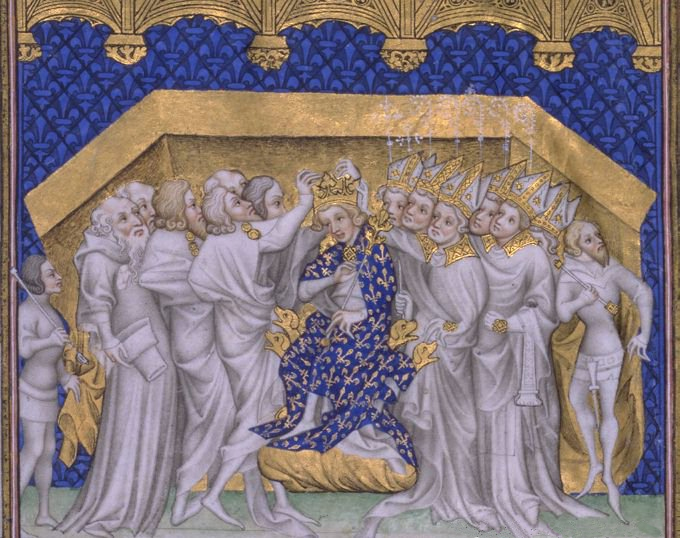
Couronnement de Charles VI.

Mais, à sa mort en 1380, son fils Charles VI est mineur. La reine est décédée avant Charles V. La régence échoit à Louis d'Anjou et la garde des enfants à Philippe de Bourgogne. Mais, Louis se montre gourmand et usurpant ses prérogatives détourne les 32000 Francs du trésor royal par la force. Ses frères et cousins le poussent alors à faire reconnaitre la majorité du roi dès le 2 octobre. Charles VI est sacré le 4 novembre 1380 : la régence n'aura duré que deux mois. Le 30 novembre 1380 est mis sur pied un système collégial de gouvernement. Les oncles ont la direction du Conseil pour lequel ils choisissent ensemble 12 membres. Les oncles du roi évincent les conseillers de Charles V et se partagent la régence et donc les recettes fiscales, jusqu'en 1388. Dès lors, leurs principautés deviennent indépendantes de fait. Louis, de par son degré d'aînesse, à la présidence, Philippe le Hardi est occupé par les affaires de Flandre, Jean de Berry doit gérer son immense apanage qui représente le tiers du royaume. Louis garde donc les mains libres cependant Philippe qui conserve la garde des enfants a une carte à jouer importante : il peut inspirer au roi la politique à mener.
La situation n'est pas rose pour les oncles du roi : à sa mort Charles V pris de remords a décidé d'abolir les fouages en pays de langue d'oïl et le peuple a compris la nécessité des impôts. En effet, ceux-ci sont au départ justifiés par l'état de guerre en vertu d'une négociation avec les états généraux. Or les Anglais, repoussés du royaume de France par Charles V et en proie à de graves troubles internes, ne sont pas aptes à continuer le conflit. Comme l'impôt n'a plus lieu d'être, le roi et ses oncles doivent réunir les états généraux le 11 novembre 1380. La teneur exacte des débats n'est pas connue, mais le 16 novembre le conseil du roi mené par Louis d'Anjou doit publier une ordonnance abolissant tous les impôts créés depuis Philippe le Bel. Les exactions sur les fermiers et les juifs se multiplient, malgré une ordonnance royale et l'action de la prévôté de Paris. Cependant aucune paix n'a été signée avec l'Anglais et le conseil argumente que pour prévenir une éventuelle chevauchée anglaise, il faut que le pays verse une aide. Le pays rechigne à l'accepter et les états généraux sont de nouveau réunis en février 1381. Ils consentent à une aide pour la guerre pendant un an à dater du 1er mars 1381, moyennant quoi de nombreuses chartes et privilèges de villes sont confirmés. L'importance de cette aide est laissée à l'appréciation des villes et les entrées fiscales sont très en deçà du train de vie de l'État et des principautés des oncles. Les choses s'aggravent en 1382 quand Louis d'Anjou, ayant compris les difficultés qu'il y avait à gérer les affaires de France, voit l'occasion d'être roi en Italie après son adoption par Jeanne Ire de Naples aux abois : il fait financer son expédition dans le royaume de Naples par la couronne (60 000 francs sur les aides et 50 000 en faisant fondre la vaisselle royale).
Le roi et son conseil n'ont d'autre issue que de rétablir l'impôt sans l'aval des états généraux. L'ordonnance rétablit les impôts indirects le 17 janvier. La levée des aides se fait sur les marchés ce qui est propice à déclencher des émeutes par effet d'entraînement. En quelques jours des révoltes éclatent partout en pays de langue d'oïl à commencer par la Normandie. La révolte de la Harelle à Rouen débute le 27 février, le même jour Caen se soulève, puis Falaise, Orléans, Reims, Amiens, Laon… Louis ne les gère pas : il est déjà en route pour l'Italie.

### Le royaume de Naples

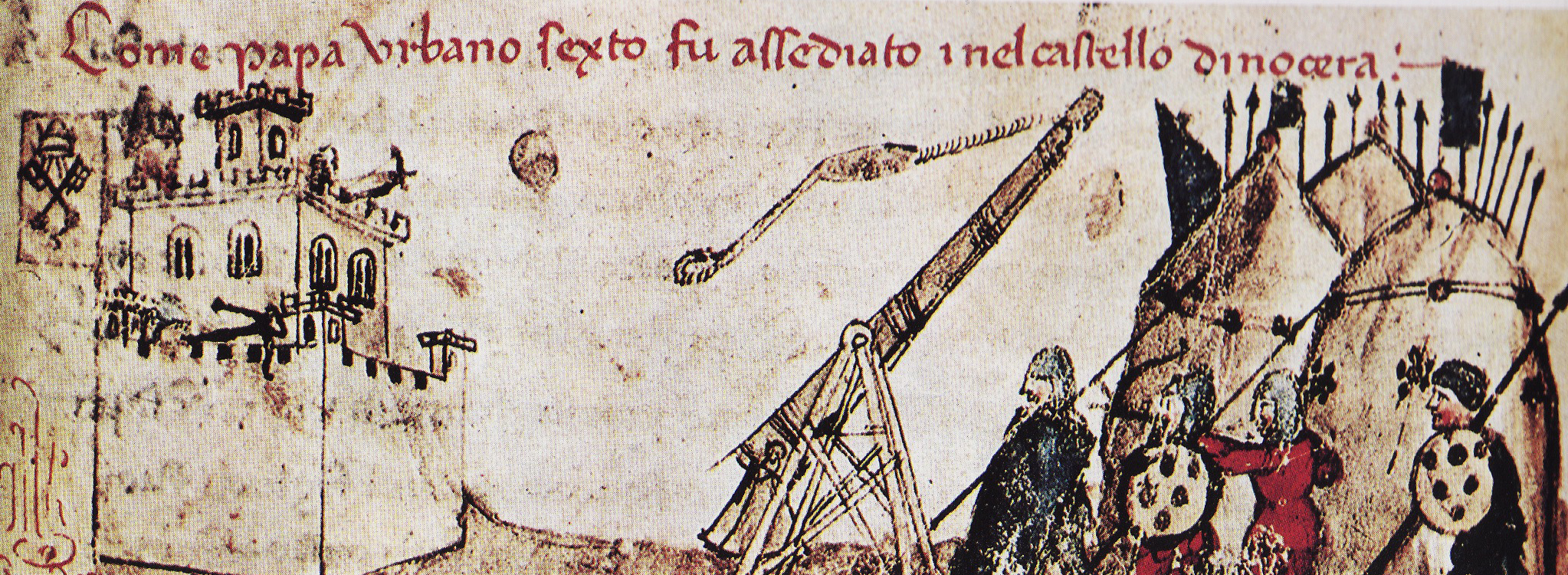
Urbain VI assiégé dans Nocera par de Duras, Chronice (XVIe siècle).

Depuis 1367, les ambitions de Louis d'Anjou en Provence sont claires. Son grand-père paternel Philippe VI avait monnayé son soutien aux ambitions italiennes de son grand-père maternel Jean l'Aveugle contre des droits sur la Provence et sur la ville de Lucques.[réf. nécessaire] Il les fait valoir une première fois en lançant en 1368 une attaque sur la Provence : ainsi du 11 avril au 1er mai 1368, Arles est assiégée sans succès par des troupes conduites par Bertrand Du Guesclin qui représente ses intérêts en Provence. Tarascon est prise le 22 mai 1368. Les troupes du sénéchal Raymond d'Agoult sont battues à Céreste. L'intervention du pape Urbain V auprès de Charles V, l'excommunication de du Guesclin le Ier septembre 1368, amènent la retraite de ce dernier et la signature d'un traité de paix le 13 avril 1369 qui est suivi d'une trêve signée le 2 janvier 1370. Mais il y a surtout, grâce à la médiation de Grégoire XI qui a succédé à Urbain V, le traité de paix définitive du 11 avril 1371 par lequel Louis d'Anjou abandonne ses prétentions sur Tarascon.

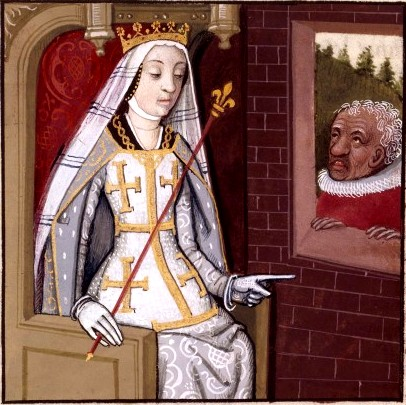
Jeanne Ire de Naples (1326-1382), dite la reine Jeanne, miniature de Robinet Testard tirée d'un manuscrit du De mulieribus claris de Boccace, vers 1488-1496, BNF, Fr.599.

Mais le grand Schisme d'Occident rompt cet équilibre. Depuis 1378, l'Italie est déchirée par la lutte des obédiences. Les Français soutiennent Clément VII qui siège à Avignon contre Urbain VI qui siège à Rome. Dans un premier temps Clément VII est victorieux : il prend le château Saint-Ange à la tête de 2000 Bretons et s'empare de Rome. Jeanne de Naples qui depuis 25 ans soutient le pape contre les Visconti et les autres représentants du parti gibelin, se prononce pour lui, lui avance 64 000 florins et fait arrêter les représentants d'Urbain VI à Naples. Ce dernier recrute des Tard-Venus, reprend la ville et fait juger Jeanne pour hérésie puis l'excommunie. Clément VII doit fuir l'Italie et se réfugier en Avignon.
Urbain VI encourage alors les prétendants des différentes branches des Angevins (Hongrie, Tarente et Duras), issues des frères du roi Charles II, qui contestent la couronne de Jeanne depuis son couronnement en 1343. Se trouvant dans une situation critique, Jeanne fait appel à Clément VII qui lui conseille d'avoir recours à Louis d'Anjou. En échange de son aide elle l'adopte le 29 juin 1380 à la place de Charles de Duras. Cet accord réalise les ambitions que le duc d'Anjou nourrit depuis longtemps. Charles n'hésite alors plus et en novembre 1380, il descend vers Naples à la tête d'une armée composée surtout de Hongrois.
En juin 1381, Charles de Duras est investi roi de Naples, sous le nom de Charles III, par le pape Urbain VI.
Louis Ier d'Anjou ne mesurant peut-être pas la gravité de la situation du royaume de Naples n'intervient pas immédiatement, trop occupé par la succession de son frère Charles V décédé alors que Charles VI n'a que 11 ans.
Otton de Brunswick, le mari de Jeanne de Naples, ne dispose que de maigres forces et ne peut arrêter les troupes de Charles III qui franchissent les frontières du royaume de Naples le 28 juin 1381. Le 16 juillet 1381, Charles de Duras pénètre dans Naples et assiège la reine retirée dans le Château-Neuf. Ne recevant aucun secours, elle capitule le 25 août 1381 et est placée en détention au Château de l'Œuf, puis à celui de Nocera. Le 27 juillet 1382, il fait étouffer Jeanne dans sa prison.

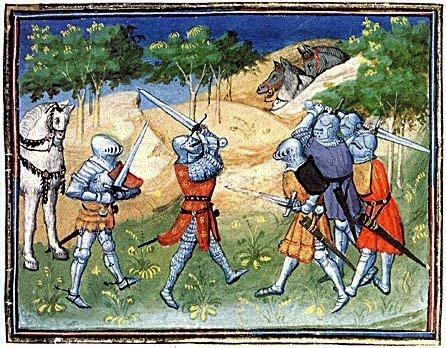
Révolte des Tuchins.

La Provence est coupée en deux : d'un côté les partisans de Louis d'Anjou conduits par les villes de Marseille et d'Arles, de l'autre ceux de Charles de Duras regroupés autour des villes d'Aix, Nice et Tarascon. De 1382 à 1387, pendant ces troubles appelés guerre de l'Union d'Aix, la confusion est à son comble.
En septembre 1382, Louis d'Anjou débarque enfin à L'Aquila. Il est couronné roi de Naples par Clément VII, sans pouvoir chasser Charles de Duras, notamment à cause du détournement des fonds envoyés par son épouse et soustraits par Pierre de Craon le Grand, un de ses fidèles qui les dépense à Venise. Louis meurt en 1384 laissant la Provence à son fils Louis II d'Anjou, âgé de 7 ans. La régence est assurée par sa veuve, Marie de Blois. Charles de Duras est lui assassiné à Buda en 1386 pour s'être mêlé de la succession de Hongrie,.

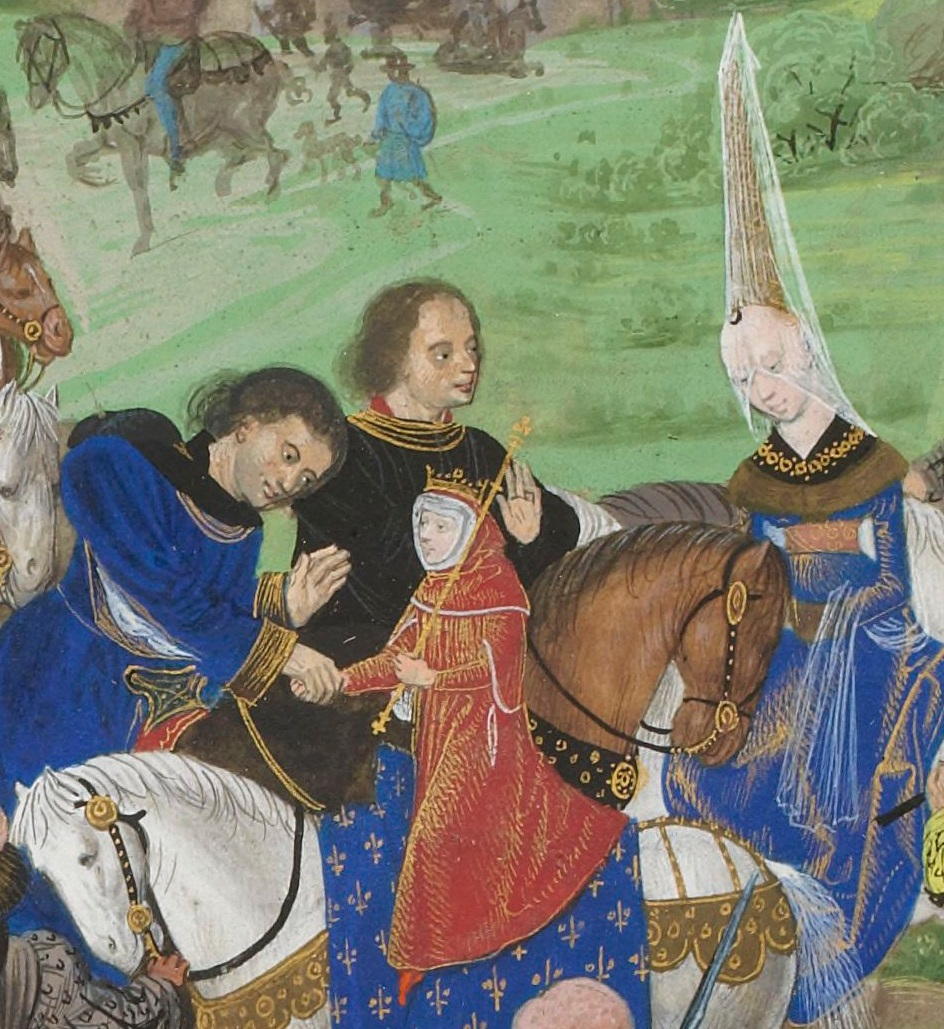
Le jeune duc d'Anjou et sa mère Marie de Blois.
Détail d'une miniature ornant les Chroniques de Jean Froissart, Bruges, vers 1475, Paris, BnF, ms. français 2645,.

Au printemps 1384, Étienne Augier dit Ferragut, le chef de la révolte des Tuchins et allié de Charles de Duras, s'installe dans les Alpilles et fait régner la terreur jusqu'au Rhône et Arles qu'il prend le 24 juillet avec des complicités internes. Le viguier de la ville est tué. Après quelques heures de troubles, les habitants se révoltent contre les Tuchins et les chassent de la cité. Le lendemain, une répression sévère est menée contre leurs partisans.
Toutefois, la ville d'Arles, prudente, attend le sort des armes avant de s'engager. Ainsi ce n'est qu'après plusieurs mois d'atermoiements que la cité accueille dans ses murs le 9 décembre 1384, Marie de Blois et Louis II son fils. Après avoir négocié des contreparties et établi une nouvelle convention (1385), Arles reconnaît alors ce dernier comme son nouveau seigneur. Au total, Louis d'Anjou et ses descendants assurent la mainmise française sur la Provence mais n'assoieront jamais leur autorité en Italie.

## Descendance
De son mariage avec Marie de Blois, Louis a 3 enfants dont deux atteignent l'âge adulte :
- Marie d'Anjou (octobre 1370 - ap. 26 décembre 1382/av. le 26 septembre 1383[68]), sans postérité ;
- Louis II d'Anjou (1377-1417), roi de Jérusalem et de Sicile, qui succède à son père ;
- Charles d'Anjou (1380 - Angers, 17 mai 1404), dit le prince de Tarente, sans alliance[69].

#### Études et essais consacrés àLouisIerd'Anjou
- Victor-Louis Bourrilly, « Duguesclin et le duc d’Anjou en Provence (1368) », Revue des questions historiques, t. 152, 51e année,‎ mai-août 1926, p. 161-180 (lire en ligne).
- (it) Giuseppe Galasso, Storia d’Italia, t. 15.1 : Il regno di Napoli : il Mezzogiorno angioino e aragonese (1266-1494), Turin, Unione Tipografico-Editrice Torinese (UTET), coll. « Storia », 1992, XV-919 p. (ISBN 88-02-04499-6).
- Edmond-René Labande, « L'administration du duc d'Anjou en Languedoc aux prises avec le problème du blé (1365-1380) », Annales du Midi, vol. 62, no 9,‎ 1950, p. 5–14 (ISSN 0003-4398, DOI 10.3406/anami.1950.5696, lire en ligne).
- Christophe Masson, « Faire la guerre, faire l'État : les officiers « militaires » sous les trois premiers souverains Valois de Naples », Mélanges de l'École française de Rome - Moyen Âge, nos 127-1,‎ 2015 (lire en ligne).
- Christophe Masson (préf. Bertrand Schnerb), Des guerres en Italie avant les guerres d'Italie : les entreprises militaires françaises dans la péninsule à l'époque du Grand Schisme d'Occident, Rome, École française de Rome, coll. « Collection de l'École française de Rome » (no 495), 2014, XI-546 p. (ISBN 978-2-7283-1063-0, présentation en ligne), [présentation en ligne].
- Henri Moranvillé, « L'Inventaire de l'orfèvrerie et des joyaux de Louis Ier, duc d'Anjou », Bibliothèque de l'École des chartes, t. 62,‎ 1901, p. 181-222 (lire en ligne)
- Marcelle-Renée Reynaud (préf. Marcel Pacaut), Le Temps des Princes : Louis II & Louis III d'Anjou-Provence 1384-1434, Lyon, Centre interuniversitaire d'histoire et d'archéologie médiévales- Presses universitaires de Lyon, coll. « collection d'histoire et d'archéologie médiévales », 2000, 208 p. (ISBN 978-2-7297-0657-9, lire en ligne).
- Marcelle-Renée Reynaud, « Noblesse et pouvoir dans la principauté d'Anjou-Provence sous Louis II et Louis III », dans Noël Coulet et Jean-Marie Matz (dir.), La noblesse dans les territoires angevins à la fin du Moyen Âge : actes du colloque international organisé par l'Université d'Angers, Angers-Saumur, 3-6 juin 1998, Rome, École française de Rome, coll. « Collection de l'École française de Rome » (no 275), 2000, 842 p. (ISBN 2-7283-0615-X), p. 303-313.
- Marie-Hélène Tesnière, « Les emprunts de Louis d'Anjou à la librairie royale (octobre 1380-mai 1381) », dans Sandra Hindman et Elliot Adam (dir.), Au prisme du manuscrit : regards sur la littérature française du Moyen Âge (1300-1550), Turnhout, Brepols, 2019, 301 p. (ISBN 978-2-503-56635-1, présentation en ligne), p. 73-108.
- Jean-Bernard de Vaivre, « Représentations de Louis Ier d'Anjou et portraits de Louis II », Comptes-rendus des séances de l'Académie des Inscriptions et Belles-Lettres, Paris, De Boccard, no 4, 128e année,‎ 1984, p. 722-745 (lire en ligne).
- Noël Valois, « L'expédition et la mort de Louis Ier d'Anjou en Italie (1382-1384) », Revue des questions historiques, Paris, Bureaux de la revue, t. XI (LVI de la collection, 28e année, nouvelle série,‎ janvier 1894, p. 84-153 (lire en ligne).

#### Sources secondaires additionnelles
- Françoise Autrand, Charles V : le Sage, Paris, Fayard, 1994, 909 p. (ISBN 2-213-02769-2, présentation en ligne).
- Françoise Autrand, Charles VI : la folie du roi, Paris, Fayard, 1986, 647 p. (ISBN 978-2-213-01703-7, présentation en ligne), [présentation en ligne].
- Jean Favier, La Guerre de Cent Ans, Paris, Fayard, 1980, 678 p. (ISBN 2-213-00898-1).